# Carlos Alazraqui
Carlos Jaime Alazraqui (Yonkers, Nova York, 20 de juliol del 1962) és un actor còmic i doblatge, i també cantant, estatunidenc d'origen àrab argentí que ha interpretat, entre d'altres, el policia James Garcia a la sèrie Reno 911!, i que ha posat la veu a molts personatges de dibuixos animats, com ara a les sèries Phineas i Ferb o Un paio de família.

## Filmografia
| Any  | Títol                                                        | Paper                                          |
| ---- | ------------------------------------------------------------ | ---------------------------------------------- |
| 1998 | The Godson                                                   | Tony Montana                                   |
| 1998 | An All Dogs Christmas Carol                                  | Chihuahua                                      |
| 1998 | A Bug's Life                                                 | Formiga "I'm Lost!"                            |
| 1999 | Dirt Merchant                                                | Ronny Orlando                                  |
| 2000 | The Life and Adventures of Santa Claus                       | Wisk                                           |
| 2000 | CatDog: The Great Parent Mystery                             | Winslow/Lube                                   |
| 2001 | Osmosis Jones                                                | Eyewitness i altres veus                       |
| 2001 | Mickey's Magical Christmas: Snowed in at the House of Mouse  | Panchito Pistoles                              |
| 2001 | Jimmy Neutron: El nen inventor (Jimmy Neutron: Boy Genius)   | Sheen's Dad                                    |
| 2002 | Shteps                                                       | Nigel Bell                                     |
| 2003 | Spanish Fly                                                  | Enrique                                        |
| 2003 | Buscant en Nemo (Finding Nemo)                               | Bill                                           |
| 2004 | I Downloaded a Ghost                                         | Winston Pritchett                              |
| 2004 | Soccer Dog: European Cup                                     | Director Blair                                 |
| 2004 | Combustion                                                   | Kenny Barrows                                  |
| 2004 | El castell ambulant (Howl's Moving Castle)                   | Veus addicionals                               |
| 2004 | Kangaroo Jack: G'Day U.S.A.!                                 | Dude #1                                        |
| 2004 | Bob Esponja: la pel·lícula (The SpongeBob SquarePants Movie) | Goofy Goober announcer/Squire/Victor the Thief |
| 2005 | The Toy Warrior                                              |                                                |
| 2005 | ¡Mucha Lucha!: The Return of El Maléfico                     | Rikochet/Mr. Midcarda/Slurf                    |
| 2005 | The Proud Family Movie                                       | Puff/Board member                              |
| 2006 | Happy feet: trencant el gel                                  | Néstor                                         |
| 2007 | Camp Lazlo: Where's Lazlo?                                   | Lazlo/Clam/Milt the Hippo/Fred the Bear        |
| 2007 | Reno 911!: Miami                                             | Deputy James Garcia                            |
| 2007 | Ben 10: Race Against Time                                    | Grey Matter                                    |
| 2008 | WALL-E                                                       | VN-GO the Paint Bot                            |
| 2008 | Space Chimps                                                 | Houston                                        |
| 2008 | Ponyo                                                        | Veus addicionals                               |
| 2009 | The Haunted World of El Superbeasto                          | Bennie Redriguez                               |
| 2010 | Curious George 2: Follow That Monkey!                        | Conductor                                      |
| 2010 | The Invited                                                  | Charlie Evans                                  |
| 2010 | Justice League: Crisis on Two Earths                         | Breakdance/Secret Service agent                |
| 2010 | Space Chimps 2: Zartog Strikes Back                          | Houston/Piddles the Clown/Camera guy           |
| 2010 | Toy Story 3                                                  | Veus addicionals                               |
| 2010 | Batman: Under the Red Hood                                   | Chi Chi/Thug #1                                |
| 2010 | Cats & Dogs: The Revenge of Kitty Galore                     | Cat Gunner/Cat Spy Analyst                     |
| 2010 | Sex Tax: Based on a True Story                               | Branson                                        |
| 2011 | Happy Feet Two                                               | Néstor                                         |
| 2012 | Justice League: Doom                                         | Bane                                           |
| 2013 | Monsters University                                          | Veus addicionals                               |
| 2013 | Planes                                                       | El Chupacabra                                  |
| 2013 | Free Birds                                                   | Amos                                           |
| 2013 | I Know That Voice                                            | Ell mateix                                     |
| 2014 | The Book of Life                                             | Chuy (el porc)                                 |